# Biķernieku pagasts
Biķernieku pagasts er en territorial enhed i Daugavpils novads i Letland. Pagasten etableredes i 1931, havde 754 indbyggere i 2010 og omfatter et areal på 69 kvadratkilometer. Hovedbyen i pagasten er Biķernieki.